# Quảng Minh (Bắc Giang)
Quảng Minh is een xã in huyện Việt Yên, een district in de Vietnamese provincie Bắc Giang.
Quảng Minh ligt in het zuiden van het district.